# Mount Cook Ski Jump
Mount Cook Ski Jump – nieistniejąca skocznia narciarska o punkcie konstrukcyjnym K25, która była zlokalizowana u podnóża Góry Cooka w Nowej Zelandii.

## Historia
Skocznia została otwarta w 1931 roku. Zaraz po otwarciu odbyły się inauguracyjne zawody, które wygrał H. Elworthy.
27 lipca 1937 roku na skoczni odbyły się międzynarodowe zawody, w których startowali zawodnicy z Nowej Zelandii i Stanów Zjednoczonych. W zawodach zwyciężył Amerykanin Richard Durrance, który skacząc na odległość ok. 30 m (95 i ¾ stopy), ustanowił rekord skoczni. Na następnych miejscach, zostali sklasyfikowani: Amerykanie D. Bradley (89 i ⅓ stopy) i S. Bradley (82 i ⅔ stopy), Nowozelandczyk Brian McMillan (ok. 18,6 m (61 i ½ stopy)), Amerykanin J. Laughlin (56 i ¾ stopy) i kolejny Nowozelandczyk, którym był Henry Wigley (ok. 52 stopy). Ponadto MacMillan, wynikiem ok. 18,6 m, ustanowił nieoficjalny rekord Nowej Zelandii w długości skoku narciarskiego mężczyzn.
2 sierpnia 1938 roku na skoczni zorganizowano Mistrzostwa Nowej Zelandii w skokach narciarskich. Mistrzem został Henry Wigley, wicemistrzem R. McKenzie, a brązowym medalistą H. Carter.

### Informacje o skoczni
- Rok konstrukcji – 1931
- Punkt konstrukcyjny – 25 m
- Rekord skoczni – 30 m –  Richard Durrance (1937)